# Бомбардування Югославії силами НАТО
Бомбардування Югославії силами НАТО (в джерелах НАТО — операція «Союзна сила» (англ. Operation Allied Force) — військова операція блоку НАТО проти Союзної Республіки Югославія в період з 24 березня по 10 червня 1999 року, що стала завершальним етапом Косовської війни, призвівши до виводу югославських військ з території краю Косово й Метохія та до його переходу під контроль сил НАТО, а пізніше — ООН.

## Передумови
Ситуація почала загострюватися після того, як уряд Югославії у 1996–1997 роках почав переселяти сербських біженців із Хорватії та Боснії і Герцеговини на територію Косова. Це призвело до збройних конфліктів між загонами так званої «Армії визволення Косова» (ВАК) та югославською поліцією та армією. З початку 1998 року ці сутички набули характеру воєнних дій, з боку югославської армії почалися репресії щодо мирного населення, які наприкінці 1998-го та на початку 1999 року мали всі ознаки етнічних чисток.
Незважаючи на різке зростання кількості албанських біженців з кінця 1998-го та на початку 1999 року, що кваліфікувалося як гуманітарна катастрофа, Рада Безпеки ООН в умовах блокування з боку Росії не могла прийняти жодної резолюції, яка б примушувала центральну владу Югославії припинити етнічні чистки й вивести регулярні військові частини з території Косова. Так, ще до початку операції НАТО, понад 350 тисяч косовських албанців були змушені покинути територію Косова. Сербська армія продовжувала здійснювати акції примусового виселення албанців, навіть незважаючи на військово-повітряну операцію НАТО. На момент припинення операції НАТО та початку виведення збройних сил Сербії з території Косова понад 800 тисяч албанців, за даними ООН, були змушені залишити свої домівки.
Югославська сторона стверджувала, що вихід албанців у табори біженців на кордонах був зумисно зорганізованим для того, щоб утворити видимість гуманітарної катастрофи і надати привід для збройного втручання.

## Дипломатична частина
18 жовтня 1998 до Белграду прибули троє головних представників НАТО — генеральний секретар Хав'єр Солана, керівник військового комітету генерал Клаусс Науманн та головнокомандувач сил альянсу у Європі Веслі Кларк. Вони передали президенту Югославії Слободану Мілошевичу повідомлення, що альянс розпочав формування сил і якщо уряд Югославії не припинить репресії проти цивільного населення, то організація використає натиск у формі авіаційних атак.
Тим часом Контактна група вислала свого представника Річарда Голбрука, що мав добитися дипломатичного врегулювання конфлікту в Косові. Після 9 тижнів переговорів президент Югославії Слободан Мілошевич погодився на виведення своїх військових та політичних сил із Косова та розміщення там 2 тисяч неозброєного персоналу ОБСЄ із завданням моніторингу за виводом сербських військ, а також погодився на те, щоби повітряні сили НАТО спостерігали за територією Косова. Наслідком цього погодження були операції Eagle Eye та Determined Guarantor.
Перша з них полягала у спостереженні з повітря за всіма сторонами конфлікту, а також наданні оцінки результатів спостереження з точки зору жовтневого погодження. Результати спостереження, яке виконували літаки U-2, Canberra, RC-135, C-160, P-3, Atlantic та Predator, передавали Північноатлантичній Раді, що переказувала їх ОБСЄ та ООН.
Незважаючи на неодноразові попередження з боку НАТО і Контактної групи, югославські війська все ж продовжували репресії проти албанського населення, і в лютому 1999 року президент Мілошевич офіційно оголосив, що він не допустить введення будь-яких військ на територію Югославії, які б мали змушувати до перемир'я чи провадити спостереження.
Невдачі зазнали також переговори в Рамбує, що проходили в лютому та березні 1999 року. Проект порозуміння складався з дев'яти частин, що стосувалися політичних, економічних та військових питань. Головними основами було формування самостійного парламенту, президента, уряду та судової влади для провінції. Серби не погодилися на умови пропозиції, вважаючи, що вона закладає основи незалежності Косова.

## Військова концепція розв'язання кризи
Вступний план повітряної операції під назвою Operation Nimble Liton склали планувальники команди повітряних сил USAFE, він передбачав бл. 250 об'єктів враження на території всієї Югославії. Саме НАТО опрацювало окремий план під назвою CONPLAN 1061. Попри наявність багатьох спільних елементів, плани значною мірою були різними. План USAFE закладав дуже інтенсивну від самого початку операцію зі знищення визначених об'єктів на території Сербії, тоді як план НАТО закладав пофазове зростання тиску на Мілошевича за посередництва авіації альянсу. Ціллю авіації НАТО мало бути завдавання Югославії таких втрат, які би переконали президента Мілошевича до капітуляції. Планувальники НАТО відібрали для повітряних ударів 51 об'єкт системи протиповітряної оборони та 40 інших споруд із 169 включених до плану об'єктів.
Друга фаза включала в себе ліквідацію об'єктів нижче від 44 паралелі на південь від Белграда. Якби друга фаза не дала результатів, то мав відбутися перехід до третьої фази, суть якої полягала в інтенсивному обстрілі вище 44 паралелі, включно з Белградом.
Країни — члени НАТО висловили сумніви в законності військової операції без виразного мандату зі сторони ООН, втім ці сумніви розвіяли зіткнення югославської армії з цивільним албанським населенням у вересні 1998 року, після якої підтримка повітряної операції зросла. 24-25 вересня 1998 року під час зустрічі міністрів оборони країн — членів альянсу з генеральним секретарем Хав'єром Соланою, секретар оборони США Вільям Коен та власне Хав'єр Солана аргументували, що з метою уникнення гуманітарної катастрофи треба відмовитися від необхідності авторизації операції резолюцією Ради безпеки ООН. Під завершення зустрічі всі міністри оборони членів НАТО погодилися, що якщо президент Мілошевич не припинить репресії проти албанського цивільного населення, треба «пригрозити» йому повітряною операцією. Відтак у жовтні того ж року троє найвищих представників НАТО відвідали Белград з метою виконання цього рішення.

## Ціль та план операції
Під час переговорів у Рамбує та після їх провалу сербські збройні сили надходили до Косова та до кордону з цією провінцією. Водночас Альянс висловив позицію, що проведення повітряної операції є необхідним, а політичним аргументом на її користь є необхідність зупинити криваві бої та етнічні чистки, а також встановити тривалий мир та відновити автономію провінції. Альянс мав намір відновити автономію Косова, але слід підкреслити, що це не означало незалежності провінції, а відновлення її автономії у складі Югославії. Гуманітарним мотивом військової інтервенції було бажання змусити президента Мілошевича до ведення мирних переговорів як необхідної умови для встановлення тривалого порозуміння, яке б гарантувало безпеку біженців, що мали повернутися у свої домівки.
Північноатлантичний альянс визначив свої цілі так:
1. завершення всяких збройних дій та припинення репресій щодо цивільного населення албанського походження в Косові;
2. виведення з Косова сербських військових, поліційних та парамілітарних одиниць;
3. надання згоди на розміщення у спірній провінції міжнародних миротворчих сил;
4. надання згоди на безумовне та безпечне повернення всіх біженців та вигнанців до провінції, а також надання гуманітарним організаціям вільного доступу до них;
5. реальне запевнення з боку Мілошевича про намір працювати з метою досягнення політичного порозуміння в загальних рамках, визначених мирними пропозиціями в Рамбує.[7]

Політична концепція повітряної операції передбачала проведення таких заходів, які би переконали президента Мілошевича, що у боротьбі з Північноатлантичним Альянсом може втратити значно більше, ніж у переговорах. План операції мав характер ступінчастої ескалації з систематичним зростанням тиску на Белград та нищенням об'єктів із ключовим значенням для Югославії. Водночас НАТО відкинуло концепцію керівництва ВПС США у Європі про застосування сильного тиску авіації вже на початкові стадії операції. Подібно як у жовтні 1998 року Альянс не досягнув згоди щодо питання про наземні операції. Тим часом (в березні 1999) на території Косова було сконцентровано вже понад 30 тисяч сербських солдатів, тобто вдвічі більше, ніж це передбачала угода з Річардом Голбруком. Додаткові 40 тисяч перебували на кордоні провінції.
З військової точки зору, Північноатлантичний Альянс поставив собі за ціль провести повітряну операцію проти військових об'єктів на території всієї Союзної Республіки Югославії з метою зменшення сербської здатності до продовження репресій проти етнічних албанців у Косові. Виходячи з цього, НАТО створило низку стратегічних цілей для застосування сили в Косові, які згодом було представлено президентові Мілошевичу як умови завершення бомбардувань. Тими цілями були:
- залякування президента Мілошевича від продовження і ескалації сербських атак на беззбройне цивільне населення та встановлення умов для ліквідації наслідків етнічних чисток;
- знищення сербської здатності вести війну проти Косова та розширення військових дій на території сусідів Югославії в майбутньому завдяки знищенню або зменшення здатності Сербії вести військові операції.[7] За словами президента США Білла Клінтона, операція Allied Force мала три головні цілі:

- демонстрація реакції Альянсу у відповідь на агресію в Косові;
- стримання президента Мілошевича від продовження чи ескалації атак на беззбройне цивільне населення;
- значне обмеження операційних можливостей Сербії проводити збройні дій в Косові завдяки великому скороченню бойового потенціалу югославської армії.

В кожному збройному конфлікті після Другої світової війни (окрім корейського, в'єтнамського та власне косовського) командир театру військових дій завжди ставив перед авіацією завдання контролю над сухопутними військами в зоні операції військ противника. В Косові югославські сухопутні військові одиниці палили будинки та проводили етнічні чистки. Через це багато сторін тиснули на Альянс, аби серед вибраних об'єктів ураження були також сухопутні військові одиниці. Остаточно однією з головних цілей НАТО було завдання югославській армії таких втрат, які би понизили можливості проведення репресії щодо населення Косова.
В плані операції, що отримала остаточну назву «Союзна Сила» (Allied Force), було закладено п'ять фаз її проведення:
1. нульова фаза — експлікація літальних засобів на європейському театрі дій;
2. перша фаза — встановлення панування в повітрі над територією Косова шляхом заборони польотів та виведення з ладу підсистеми командування (а надалі — всієї системи повітряної оборони) Союзної Республіки Югославії;
3. друга фаза — знищення військових об'єктів у Косові та югославських збройних сил на південь від 44 паралелі, що могли би підтримати війська в Косові;
4. третя фаза — розширення повітряної операції на боротьбу проти всього спектру військових об'єктів великого значення на терені всієї федерації;
5. четверта фаза — переміщення сил та їх зміцнення (якщо ця потреба виникала із ситуації).

## Сили сторін

### Сили НАТО
| Країна          | Рід літальних засобів                                                              | Рід літальних засобів | Рід літальних засобів | Рід літальних засобів | Рід літальних засобів |
| Країна          | Винищувачі-бомбардувальники, розвідувальні                                         | Транспортні           | Літаки-заправники     | ДРЛВ системи «Авакс»  | Гелікоптери           |
| --------------- | ---------------------------------------------------------------------------------- | --------------------- | --------------------- | --------------------- | --------------------- |
| Бельгія         | 12 F-16                                                                            |                       |                       |                       |                       |
| Велика Британія | 16 Harrier GR-7 1 Canberra PR-9 12 Tornado 7 Sea Harrier FA-2                      | 4 L-1011              | 3 VC-10               | 2 E-3D                | 10 Sea King           |
| Данія           | 9 F-16                                                                             |                       |                       |                       |                       |
| Іспанія         | 6 EF-18                                                                            |                       | 1 KC-130 1 CASA C-212 |                       |                       |
| Італія          | 22 Tornado ECR/IDA 6 AMX 10 F-104 ASA 6 Tornado IDS 4 Tornado ECR/IDS              |                       | Boeing 707T           |                       |                       |
| Канада          | 18 CF-16                                                                           |                       |                       |                       |                       |
| Нідерланди      | 18 F-16                                                                            |                       | 2 KDC-10              |                       |                       |
| Німеччина       | 14 Tornado                                                                         | 1 C-160               |                       |                       |                       |
| Норвегія        | 6 F-16                                                                             | 1 C-130               |                       |                       |                       |
| Португалія      | 3 F-16                                                                             |                       |                       |                       |                       |
| Туреччина       | 11 F-16                                                                            |                       |                       |                       |                       |
| Франція         | 12 Jaguar 3 Mirage IV-P 6 Mirage F1CR 8 Mirage 2000C 8 Mirage 2000D 4 Étendard IVP | 1 C-130               | 3 KC-135              | 1 E-3F SDCA           | Super Frelon          |

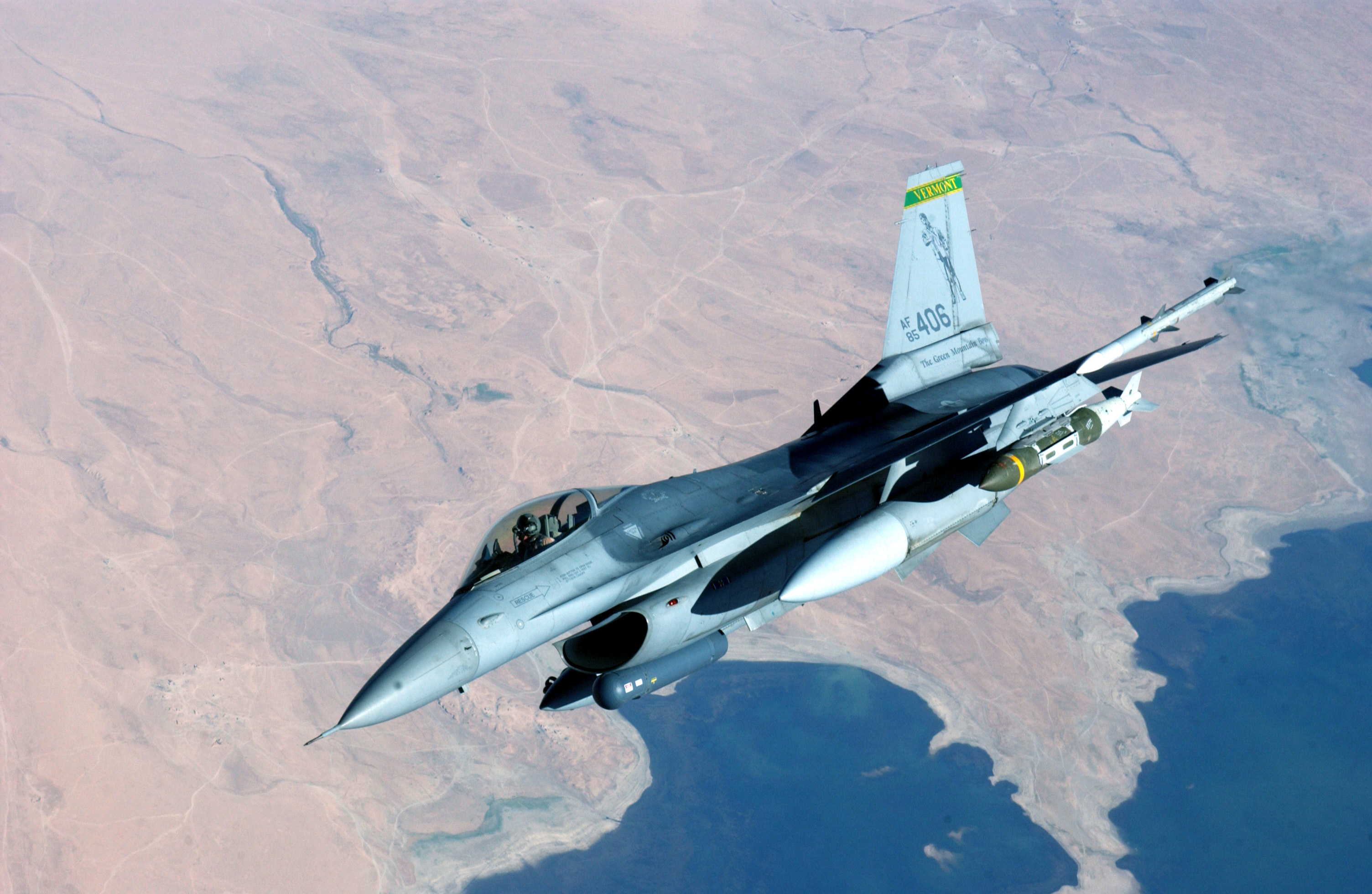
F-16CJ

Слід зазначити, що фактично кількість використаних в операції машин була значно вищою від представленої вище. Лише літаків ПС США на Югославському ТВД перебувало більше 650 одиниць.
Навіть за наявності такої повітряної могутності, в дослідженні RAND Corporation зазначалося що, «НАТО так і не змогло повністю нейтралізувати загрозу ворожих зенітно-ракетних комплексів із радіолокаційним наведенням».
Навіть протягом останнього тижня операції представники НАТО визнали, що було підтверджено знищення лише трьох із приблизно 25 відомих мобільних батарей SA-6 (2К12 «Куб») Сербії. Це було пов'язано з тим, що оператори зенітних батарей намагалися вижити, а не збити ворожий літак.

### Сили Югославії
На момент початку операції збройні сили Югославії складалися з 90 тисяч солдатів (зокрема 37 тисяч призовників) з можливістю збільшення до 150 тисяч у сухопутних військах, поділених на три армії. У ВМС служило 7,5 тисяч солдатів, а у ВПС — 15 тисяч. До складу третьої армії сухопутних військ входив 52 корпус у Приштині чисельністю 15-16 тисяч солдатів, який міг користуватися підтримкою з-за меж Косова.
| Тип   | Кількість |
| ----- | --------- |
| М-84  | 239       |
| Т-72  | 65        |
| Т-55  | 785       |
| Т-34  | 181       |
| Разом | 1270      |

| Тип         | Кількість |
| ----------- | --------- |
| M-80        | 568       |
| M-60P       | 169       |
| BOV VP M-86 | 68        |
| Разом       | 805       |

| Тип                            | Кількість |
| ------------------------------ | --------- |
| МіГ-29                         | 15        |
| МіГ-21                         | 65        |
| J-22 Orao                      | 30        |
| G-2 Galeb                      | 50        |
| G-4 Super Galeb                | 10        |
| Gazelle (озброєні гелікоптери) | 48        |
| Разом                          | 218       |

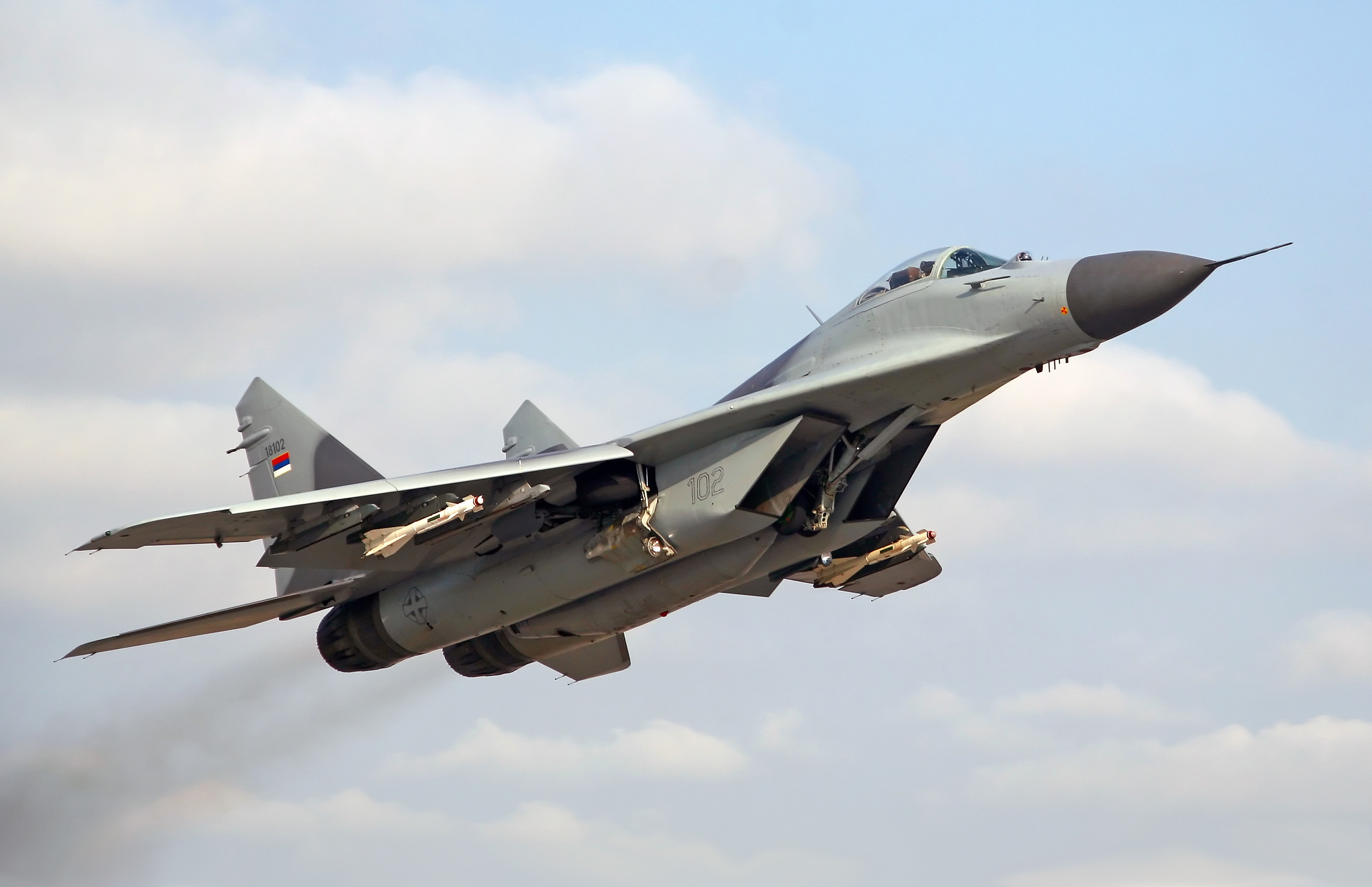
Сербський МіГ-29. Видно ракети «повітря-повітря» Р-60

Ці сили мали на озброєнні вісім дивізіонів ППО, розміщених у 8-ми місцях і поділених на 24 комплекси С-75, 16 комплексів С-125 та 60 комплексів «Куб». Ці системи було доповнено мобільними тактичними зенітними системами «Стріла-1» та «Стріла-10». Переносні ракетні системи складалися з пускових установок ПЗРК «Стріла-2» і новіших «Ігла». Збройні сили федерації підтримував військово-морський флот, до якого номінально входили чотири підводні човни, чотири фрегати, 34 сторожові катери, 16 кораблів та 20 амфібій.

## Перебіг операції
24 березня 1999 року війська НАТО почали, без формальної згоди Ради Безпеки ООН, військову-повітряну операцію в Югославії.
Основна частина військової операції полягала в застосуванні авіації для бомбардування стратегічних військових і цивільних об'єктів на території Сербії. Основу угрупування НАТО, що брало участь в операції, складали військово-морські і військово-повітряні формування США, Великої Британії, Франції, Німеччини. Безпосередню участь в операції шляхом надання збройних сил або території для їхнього розгортання взяли Бельгія, Угорщина, Данія, Іспанія, Італія, Канада, Нідерланди, Норвегія, Португалія, Туреччина. Повітряний простір або територію для розгортання сил НАТО надали нейтральні держави: Албанія, Болгарія, Північна Македонія, Румунія.
Кількість задіяних літаків перевищувало 1000 одиниць. ВМС були представлені розгорненими в Адріатичному морі загонами бойових кораблів США і НАТО, постійним з'єднанням НАТО в Середземному морі.
Перших ракетних ударів було завдано близько 20:00 за місцевим часом по радарних установках армії СРЮ, що перебували на чорногорському узбережжі Адріатичного моря. Одночасно ракетні атаки було проведено щодо військового аеродрому за кілька кілометрів від Белграда і великих промислових об'єктів у місті Панчеві, що міститься менш ніж за двадцять кілометрів від столиці Югославії. У більшості великих міст Сербії та Чорногорії вперше після Другої світової війни було оголошено воєнний стан.
Протягом операції, що тривала 78 днів, літаки НАТО завдали близько 2300 ракетно-бомбових ударів по 990 об'єктах на території Сербії і Чорногорії. На Югославію було скинуто 14 тисяч бомб (в цілому 23 тисячі бомб і ракет) загальною вагою більше 27 тисяч тонн.

## Завершення операції
Бомбардування припинилися 9 червня 1999 року після того, як представниками армії СРЮ і НАТО в македонському місті Куманово був підписаний військово-технічний договір про виведення з території Косова військ і поліції Союзної Югославії і про розміщення на території краю міжнародних збройних сил. 10 червня генеральний секретар НАТО Хав'єр Солана віддав наказ про припинення повітряних атак. Того ж дня Рада Безпеки ООН прийняла резолюцію № 1244. Зокрема, цей документ передбачав введення на територію Косова і Метохії військового миротворчого контингенту, чисельність якого вже незабаром досягла 37 тисяч військовослужбовців, що представляли армії 36 країн світу.

## Наслідки
За 78 днів регулярних бомбардувань території Югославії загинули до 528 мирних жителів. Від бомб, крилатих ракет і в зіткненнях з албанськими націоналістами в Косові загинули 1002 військовослужбовців і поліцейських.
За офіційними даними НАТО, в ході кампанії альянс втратив загиблими двох військовослужбовців (екіпаж американського гелікоптера AH-64, що розбився в ході тренувального вильоту в Албанії).
Остаточний розмір збитків, завданих промисловим, транспортним і цивільним об'єктам СРЮ, не був названий. За різними оцінками, він вимірювався сумою від 50 до 100 млрд доларів. Були знищені або серйозно пошкоджені близько 200 промислових підприємств, нафтосховищ, енергетичних споруд, об'єктів інфраструктури, зокрема 82 залізничних і автомобільних мости.
Знищено близько 90 пам'яток історії і архітектури, більше 300 будівель шкіл, вишів, бібліотек, більше 20 лікарень. Близько 40 тисяч житлових будинків повністю зруйновано або пошкоджено.
Масовані бомбардування перетворили всю територію Югославії на зону екологічного лиха. Бомбардування нафтопереробних і нафтохімічних заводів привели до випадання чорного кислотного дощу. Нафта, нафтопродукти і токсичні речовини уразили водну систему Югославії та інших Балканських країн.
Загальна кількість жертв оцінюється за різними джерелами від 1 до 2,5 тис. осіб.
Резолюцією ООН № 1244 (1999) було підтверджено суверенітет і територіальну цілісність Союзної Республіки Югославії, але 2008 року було проголошено незалежність Косова, яку визнали більшість країн НАТО.
Бомбардування Югославії силами НАТО в 1999 році Російська Федерація використала як елемент пропаганди, виправдання та маніпуляції (проводились паралелі між подіями у Косово та так званими народними республіками ЛНР, ДНР, що нібито зазнавали утисків з боку злочинного «київського режиму» та бажали незалежності), для незаконної анексії Криму в 2014 році, та розпочатої в тому ж році Росією гібридної війни на сході України разом з окупацією Донбасу, і розпочатого в 2022 році повномасштабного вторгнення Росії в Україну.

## Виноски
1. 1 2 3  Operation Allied Force (англ.). US Department of Defense. Архів оригіналу за 18 листопада 2016. Процитовано 7 вересня 2014.
2. ↑  Facts & Figures. Архів оригіналу за 1 січня 2016. Процитовано 1 жовтня 2008.
3. 1 2  Lambeth, 2001, p. 61.
4. ↑  Lambeth, 2001, p. 133.
5. ↑  Grant, Rebecca (1 серпня 2000). True Blue: Behind the Kosovo Numbers Game. Air & Space Forces Magazine. Архів оригіналу за 23 вересня 2024. Процитовано 23 вересня 2024.
6. 1 2 3 4 5 6 7 8 9 10 11 12 13 14  Maciej Marszałek: Sojusznicza operacja «Allied Force», ss. 20-31
7. 1 2 3  Michael W. Lamb Sr.: Operation Allied Force Golden Nuggets for Future Campaigns, s. 2-7
8. 1 2  Maciej Marszałek: Sojusznicza operacja «Allied Force», ss. 67-77
9. 1 2  Maciej Marszałek: Sojusznicza operacja «Allied Force», s. 164—177
10. ↑  Lambeth, 2001, p. 110.
11. ↑  Lambeth, 2001, p. 111.
12. 1 2 3  Tim Youngs: Kosovo: NATO and Military Action, ss. 47-55
13. ↑  The Crisis in Kosovo. Архів оригіналу за 13 травня 2009. Процитовано 1 жовтня 2008.
14. ↑  Подсећање на НАТО бомбардовање СРЈ. Архів оригіналу за 17 вересня 2008. Процитовано 1 жовтня 2008.